# Saoussen Boudiaf
Saoussen Boudiaf (ur. 31 grudnia 1993 w Roubaix) – francuska szablistka reprezentująca także Algierię, srebrna medalistka mistrzostw świata.
W 2012 roku zdobyła złoto drużynowo i brąz indywidualnie na mistrzostwach świata juniorów w Moskwie. Na rozgrywanych rok później mistrzostwach świata juniorów w Poreču była druga drużynowo.
Wystartowała na igrzyskach olimpijskich w Rio de Janeiro w 2016 roku, gdzie zajęła drużynowo ósme miejsce.
Podczas mistrzostw świata w Kazaniu w 2014 roku Francuzki w składzie: Cécilia Berder, Saoussen Boudiaf, Manon Brunet i Charlotte Lembach zdobyły drużynowo srebrny medal. W tej samej konkeruncji była też między innymi szósta na mistrzostwach świata w Moskwie w 2015 roku.
Ponadto zdobyła srebro w szabli drużynowej na mistrzostwach Europy w Strasburgu (2014), mistrzostwach Europy w Montreux (2015) i mistrzostwach Europy w Toruniu (2016).
Od 2021 roku reprezentuje Algierię. W barwach tego kraju zdobyła między innymi złoto drużynowo na mistrzostwach Afryki w Casablance (2022) i indywidualnie na mistrzostwach Afryki w Kairze (2023).